# 卡尼亚马雷斯
卡尼亚马雷斯，是西班牙卡斯蒂利亚-拉曼恰昆卡省的一个市镇。总面积41平方公里，总人口604人（2001年），人口密度15人/平方公里。